# Jokkmokks socken
Jokkmokks socken ligger i Lappland och motsvarar området som sedan 1971 utgör Jokkmokks kommun, från 2016 inom distrikten Jokkmokk, Porjus och Vuollerim.
Socknens areal var den 1 januari 1961 19 474,04 kvadratkilometer, varav 18 143,64 km² land. År 2000 fanns här 5 782 invånare. Tätorterna Vuollerim och Porjus, orten Kvikkjokk samt tätorten och kyrkbyn Jokkmokk med sockenkyrkorna Jokkmokks gamla kyrka och Jokkmokks nya kyrka ligger i socknen.

## Administrativ historik
Jokkmokks socken bröts 1607 ut ur Luleå socken. 1696 utbröts Kvikkjokks församling som 1923 införlivades igen, 11 oktober 1742 utbröts Gällivare socken.
När 1862 års kommunreform genomfördes i Lappland 1874 överfördes ansvaret för de kyrkliga frågorna till Jokkmokks församling och för de borgerliga frågorna till Jokkmokks landskommun. Ur församlingen utbröts 1962 Porjus församling och Vuollerims församling som 2006 återuppgick till denna församling. Landskommunen ombildades 1971 till Jokkmokks kommun.
1 januari 2016 inrättades distrikten Jokkmokk, Porjus och Vuollerim, med samma omfattning som motsvarande församlingar hade 1999/2000 och fick 1962, och vari detta sockenområde ingår.
Socknen har tillhört fögderier, tingslag och domsagor enligt vad som beskrivs i artikeln Lappland.

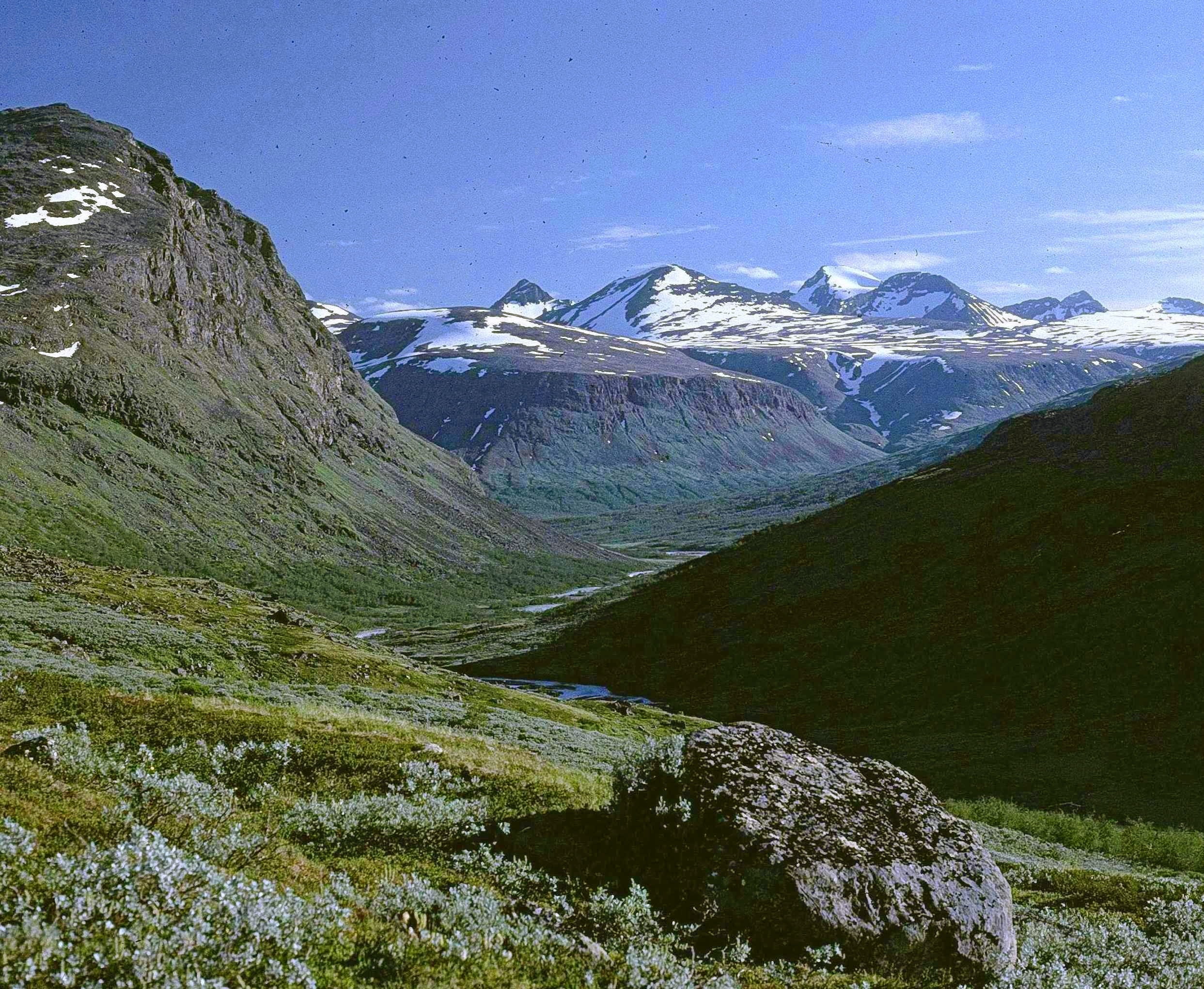
Rapadalen i Sareks nationalpark

## Geografi
Jokkmokks socken ligger kring Stora Lulevatten, Virihaure, Saggat och Skalka samt Luleälvens övre lopp. Socknen har i öster skogsbygd och i övrigt en högfjällsbygd med höjder som i Sarektjåkkå når 2 089 meter över havet.
Här finns nationalparkerna Sareks nationalpark och Stora Sjöfallets nationalpark.

## Fornlämningar
Cirka 150 boplatser från stenåldern är funna. Över 440 fångstgropar har påträffats.

## Namnet
Namnet, tidigast belagt från mitten av 1500-talet, kommer från ett samiskt vinterviste Jåhkånåmåhkke. Förleden innehåller jåhkå, 'bäck', efterleden måhke, 'krok', krök'. Orten ligger vid en krok av Luleälven.
Namnet skrevs vid folkräkningarna 1890 och 1900 Jockmocks socken och vid folkräkningen 1910 Jokkmokks socken.

## Befolkningsutveckling
| Befolkningsutvecklingen i Jokkmokks socken 1750–1990                                                                                               | Befolkningsutvecklingen i Jokkmokks socken 1750–1990 | Befolkningsutvecklingen i Jokkmokks socken 1750–1990 | Befolkningsutvecklingen i Jokkmokks socken 1750–1990 | Befolkningsutvecklingen i Jokkmokks socken 1750–1990 |
| --- | ---------------------------------------------------- | ---------------------------------------------------- | ---------------------------------------------------- | ---------------------------------------------------- |
| |                                                      |                                                      |                                                      |                                                      |
| År |                                                      |                                                      | Folkmängd                                            |                                                      |
| 1750 | 1750                                                 |                                                      | 1 110                                                |                                                      |
| 1760 | 1760                                                 |                                                      | 1 295                                                |                                                      |
| 1769 | 1769                                                 |                                                      | 1 109                                                |                                                      |
| 1780 | 1780                                                 |                                                      | 1 130                                                |                                                      |
| 1800 | 1800                                                 |                                                      | 1 261                                                |                                                      |
| 1810 | 1810                                                 |                                                      | 1 332                                                |                                                      |
| 1820 | 1820                                                 |                                                      | 1 378                                                |                                                      |
| 1830 | 1830                                                 |                                                      | 1 337                                                |                                                      |
| 1840 | 1840                                                 |                                                      | 1 567                                                |                                                      |
| 1850 | 1850                                                 |                                                      | 1 885                                                |                                                      |
| 1860 | 1860                                                 |                                                      | 1 905                                                |                                                      |
| 1870 | 1870                                                 |                                                      | 1 983                                                |                                                      |
| 1880 | 1880                                                 |                                                      | 2 522                                                |                                                      |
| 1890 | 1890                                                 |                                                      | 3 256                                                |                                                      |
| 1900 | 1900                                                 |                                                      | 4 372                                                |                                                      |
| 1910 | 1910                                                 |                                                      | 5 416                                                |                                                      |
| 1920 | 1920                                                 |                                                      | 7 648                                                |                                                      |
| 1930 | 1930                                                 |                                                      | 7 530                                                |                                                      |
| 1940 | 1940                                                 |                                                      | 8 668                                                |                                                      |
| 1950 | 1950                                                 |                                                      | 10 744                                               |                                                      |
| 1960 | 1960                                                 |                                                      | 11 533                                               |                                                      |
| 1970 | 1970                                                 |                                                      | 7 998                                                |                                                      |
| 1980 | 1980                                                 |                                                      | 7 087                                                |                                                      |
| 1990 | 1990                                                 |                                                      | 6 726                                                |                                                      |
| Anm: Tabellen inkluderar Porjus och Vuollerim. Källor: Umeå universitet - Tabellverket 1749-1859, Demografiska databasen, CEDAR, Umeå universitet. |                                                      |                                                      |                                                      |                                                      |

### Språk och etnicitet
Nedanstående siffror är tagna från SCB:s folkräkning 1900 och visar inte medborgarskap utan de som SCB ansåg vara av "finsk, svensk eller lapsk stam".
| Årtal | Svenskar | Finnar | Samer | Totalt |
| ----- | -------- | ------ | ----- | ------ |
| 1860  | 988      | 2      | 388   | 1 378  |
| 1870  | 1 285    | 0      | 245   | 1 530  |
| 1880  | 1 817    | 0      | 275   | 2 092  |
| 1890  | 2 519    | 10     | 263   | 2 792  |
| 1900  | 3 619    | 57     | 211   | 3 887  |